# Women's Childhelp Desert Classic
Il Women's Childhelp Desert Classic è stato un torneo professionistico di tennis giocato su campi in cemento. Faceva parte dell'ITF Women's Circuit. Si giocava annualmente a Rancho Mirage negli Stati Uniti.

## Albo d'oro

### Singolare
| Anno | Campionessa     | Finalista         | Punteggio     |
| ---- | --------------- | ----------------- | ------------- |
| 2010 | Olivia Sanchez  | Tadeja Majerić    | 7–5, 6–0      |
| 2011 | Ashley Weinhold | Kristýna Plíšková | 6–3, 3–6, 7–5 |
| 2012 | Johanna Konta   | Lenka Wienerová   | 6–0, 6–4      |
| 2013 | Sachie Ishizu   | Julie Coin        | 6–3, 7–6(3)   |

### Doppio
| Anno | Campionesse                         | Finaliste                          | Punteggio           |
| ---- | ----------------------------------- | ---------------------------------- | ------------------- |
| 2010 | Monique Adamczak Abigail Spears     | Ljudmyla Kičenok Nadežda Kičenok   | 6–3, 6–4            |
| 2011 | Karolína Plíšková Kristýna Plíšková | Nadejda Guskova Sandra Zaniewska   | 6(6)–7, 6–1, [10–5] |
| 2012 | Ekaterine Gorgodze Sofia Shapatava  | Valerija Solov'ëva Lenka Wienerová | 6–2, 3–6, [10–6]    |
| 2013 | Tara Moore Melanie South            | Jan Abaza Louisa Chirico           | 4–6, 6–2, [12–10]   |